# Hysen Zmijani
Hysen Zmijani (* 29. April 1963 in Shkodra) ist ein ehemaliger albanischer Fußballspieler, der hauptsächlich bei Vllaznia Shkodra aktiv war.

## Karriere

### Vereine
Geboren 1963 in Shkodra, begann Zmijani seine Laufbahn 1982 beim dortigen Verein bei KS Vllaznia. Er sollte neun Jahre lang für diesen Klub spielen, mit dem er je ein Mal die nationale Meisterschaft und den nationalen Pokal gewann.

Kurz nach dem Fall des Eisernen Vorhangs wechselte Zmijani ins Ausland: Ab 1991 folgten für ihn drei Jahre bei Gazélec Ajaccio in der zweiten und dritten Liga Frankreichs. Danach spielte er je ein Jahr in Saudi-Arabien bei Al-Nasr und in Deutschland beim FC St. Pauli, ehe er seine Laufbahn beendete. Mit Al-Nasr gewann er die saudische Meisterschaft.

### Nationalmannschaft
Für die albanische Nationalmannschaft bestritt Zmijani 36 Spiele und erzielte dabei zwei Tore.

## Erfolge
- Albanischer Meister (1): 1983
- Albanischer Pokalsieger (1): 1987
- Saudischer Meister (1): 1995